# Chiesa di San Francesco di Paola (Venezia)
La chiesa di San Francesco di Paola è un edificio religioso di Venezia, situato nel sestiere di Castello. Si affaccia lungo Via Garibaldi.

## Storia
La chiesa si affaccia lungo Via Garibaldi, una strada molto recente di Venezia, nata dall'interramento del rio di Castello nell'Ottocento. Tale rio univa il bacino San Marco al canale di Castello.
Nel 1291 il vescovo di Castello Bartolomeo I Querini, lasciò a testamento la costruzione di un ospedale per anziani che venne eretto lungo il lato sinistro del rio di Castello, e a fianco a questo ospedale sorse un oratorio dedicato a san Bartolomeo.
Nella seconda metà del Trecento, sorse in quest'area anche una chiesa dedicata a san Bartolomeo.
Nel 1588 sia l'ospizio che la chiesa erano ormai instabili nella struttura, per cui vennero affidati all'Ordine dei Minimi di San Francesco di Paola, che ristrutturarono interamente la chiesa, reintitolandolo a San Francesco di Paola. E vicino ad esso un monastero, che venne soppresso poi nel 1806 e demolito nel 1885. Al suo posto ora sorge una scuola elementare.

## Descrizione
La chiesa presenta una facciata di tipo classicheggiante a due ordini, con timpano triangolare, portale e finestre raccolti nell'interspazio centrale, sottolineato a pari degli angoli da lesene appena rilevate concluse da capitelli corinzi.
Sulla facciata è disegnato un orologio che segna l'ora della morte del Santo.
Sul frontone della porta principale è scolpito il motto dell'Ordine: CHARITAS al centro di un fiammeggiante Sole.
Fino al 1810 dalla stretta fondamenta essa si affacciava sul rio di San Domenico o di Castello e, aveva di fronte il ponte omonimo.
L'interno è ad una sola navata, benché rimaneggiato nel Settecento, mantiene di massima le caratteristiche originali. Essa è lunga 39 m e larga 18 m.
Un motivo di interesse è costituito dal barco, che si appoggia alla fronte interna della facciata e si prolunga lungo le pareti laterali con due bracci, nelle cui profondità sono ricavate le cappelle laterali, tre per parte.
Sono presenti 11 altari, di cui uno è occupato dal battistero, ove compaiono numerose tele raffiguranti la vita di san Francesco di Paola e i suoi prodigiosi miracoli. Tra le varie raffigurazioni, si ricordano:
- Il Santo resuscita un bambino 1748 di G.F. Soliman
- Liberazione di un ossesso 1748 di Giandomenico Tiepolo
- La Vergine, san Giovanni Evangelista e figure di donatori di Jacopo Palma il Giovane.
- S. Francesco resuscita Tommaso di Ture, suo discepolo, schiacciato da un albero 1746 di Vincenzo Canal

Il soffitto della Chiesa è interamente dipinto con opere del fine Cinquecento raffiguranti episodi biblici e miracoli del Santo. Fa eccezione la volta del presbiterio con il San Francesco di Paola in gloria dipinto da Michelangelo Schiavoni circa a metà del Settecento.